# Arthur Q. Bryan
Pour les articles homonymes, voir Bryan.
Arthur Quirk Bryan est un acteur comique américain, né le 8 mai 1899 à Brooklyn (État de New York), et mort le 18 novembre 1959 à Hollywood (Californie).

## Biographie
Arthur Bryan est connu notamment pour son incarnation du « Dr. Gamble », un personnage de plaisantin à la voix posée, dans la série radiophonique comique américaine Fibber McGee and Molly (en), et pour la création de la voix originale d'Elmer Fudd, personnage récurrent des séries de dessins animés Looney Tunes des Warner Brothers.

## Filmographie
- 1931 : Man of the World de Richard Wallace (non crédité)
- 1931 : Killing to Live de Vladimir Korolevitch : Narrateur
- 1937 : Entre chien et loup (Little Red Walking Hood) : Egghead (voix)
- 1938 : The Great Library Misery de Lloyd French : Mr. Smith
- 1938 : A Feud There Was de Tex Avery : Egghead / Elmer Fudd (voix)
- 1938 : Johnny Smith and Poker-Huntas de Tex Avery : Egghead / Elmer Fudd (voix)
- 1939 : Une journée au zoo (A Day at the Zoo) de Tex Avery : Egghead / Elmer Fudd (voix)
- 1939 : Broadway Serenade : Process Server
- 1939 : Dangerous Dan McFoo : Dan McFoo
- 1939 : I Stole a Million de Frank Tuttle : Manager
- 1939 : These Glamour Girls : Dance Customer
- 1939 : Dad for a Day : Father who presents award
- 1939 : Little Accident de Charles Lamont : Customer
- 1940 : The Hardship of Miles Standish : Elmer Fudd (voix)
- 1940 : Elmer, apprenti photographe (Elmer's Candid Camera) : Elmer Fudd (voix)
- 1940 : En route vers Singapour (Road to Singapore) : Bartender
- 1940 : Millionaire Playboy : J.B. Zany
- 1940 : Confederate Honey : Elmer Fudd (voix)
- 1940 : South of the Boudoir
- 1940 : Un chasseur sachant chasser (A Wild Hare) : Elmer Fudd (voix)
- 1940 : Bonne nuit Elmer (Good Night Elmer) : Elmer Fudd (voix)
- 1940 : La Chauve-souris du diable ( The Devil Bat), de Jean Yarbrough : Joe McGinty (editor)
- 1941 : Le Lapin d'Elmer (Elmer's Pet Rabbit) : Elmer Fudd (voix)
- 1941 : L'Entraîneuse fatale (Manpower) : Drunk Texan
- 1941 : Ellery Queen and the Perfect Crime : Book salesman
- 1941 : Look Who's Laughing : Mayor Duncan's Aide
- 1941 : Wabbit Twouble : Elmer Fudd (voix)
- 1942 : The Wabbit Who Came to Supper : Elmer Fudd (voix)
- 1942 : Any Bonds Today? : Elmer Fudd (voix)
- 1942 : Groom and Bored
- 1942 : Larceny, Inc. de Lloyd Bacon : Man in street socking Jug
- 1942 : The Wacky Wabbit : Elmer Fudd (voix)
- 1942 : A Desperate Chance for Ellery Queen de James Patrick Hogan : Waymond Wadcwiff
- 1942 : A Study in Socks
- 1942 : Nutty News : Elmer Fudd (voix)
- 1942 : Grand Central Murder : Medical Examiner
- 1942 : Fresh Hare : Elmer Fudd (voix)
- 1942 : The Hare-Brained Hypnotist : Elmer Fudd (voix)
- 1942 : Johnny Doughboy : Irish Mayor
- 1943 : To Duck... or Not to Duck : Elmer Fudd (voix)
- 1943 : Les Rendez-vous des mélomanes (A Corny Concerto) : Elmer Fudd (voix)
- 1943 : National Barn Dance : Samson
- 1943 : An Itch in Time : Elmer Fudd (voix)
- 1943 : Swing Out the Blues : Larry Stringfellow
- 1944 : Mopey Dope
- 1944 : The Old Grey Hare : Elmer J. Fudd (voix)
- 1944 : I'm from Arkansas : Commissioner of Agriculture
- 1944 : The Stupid Cupid : Cupid (voix)
- 1944 : Stage Door Cartoon : Elmer Fudd (voix)
- 1945 : The Unruly Hare : Elmer Fudd (voix)
- 1945 : Hare Tonic : Elmer Fudd (voix)
- 1945 : She Wouldn't Say Yes : Little Man
- 1946 : Idea Girl : Commissioner P.J. Maple
- 1946 : Hare Remover : Elmer Fudd (voix)
- 1946 : The Dark Horse : Mr. Hodges
- 1946 : Mr. Wright Goes Wrong
- 1946 : The Big Snooze : Elmer Fudd (voix)
- 1947 : The Devil Thumbs a Ride : Santa Ana Police Desk Sergeant
- 1947 : Easter Yeggs : Elmer Fudd (voix)
- 1947 : A Pest in the House : Elmer Fudd, Businessman (voix)
- 1947 : Slick Hare : Elmer Fudd (voix)
- 1947 : En route pour Rio (Road to Rio) : Mr. Stanton
- 1948 : Quizzing the News (série TV) : Panel member
- 1948 : What Makes Daffy Duck : Elmer Fudd (voix)
- 1948 : Back Alley Oproar : Elmer Fudd (voix)
- 1948 : Kit for Cat : Elmer Fudd (voix)
- 1949 : Wise Quackers : Elmer Fudd (voix)
- 1949 : Hare Do : Elmer Fudd (voix)
- 1949 : Each Dawn I Crow : Elmer Fudd (voix)
- 1949 : Samson et Dalila (Samson and Delilah) : Fat Philistine Merchant Wearing No Robe
- 1950 : What's Up Doc? : Elmer Fudd (voix)
- 1950 : The Hank McCune Show (série TV)
- 1950 : Rabbit of Seville : Elmer Fudd (voix)
- 1951 : La lapinomalose (Rabbit Fire) : Elmer Fudd (voix)
- 1952 : Here Come the Nelsons de Frederick de Cordova : Deputy
- 1952 : Confit de canard (Rabbit Seasoning) : Elmer Fudd (voix)
- 1953 : Upswept Hare : Elmer Fudd (voix)
- 1953 : Ant Pasted : Elmer Fudd (voix)
- 1953 : Duck! Rabbit, Duck! : Elmer Fudd (voix)
- 1953 : Robot Rabbit : Elmer Fudd (voix)
- 1954 : Design for Leaving : Elmer Fudd (voix)
- 1954 : La Lance brisée (Broken Lance) : Bit part
- 1954 : Quack Shot : Elmer Fudd (voix)
- 1954 : Hell's Outpost : Harry, bank accomplice
- 1955 : Pests for Guests : Elmer Fudd (voix)
- 1955 : Beanstalk Bunny : Elmer Fudd (voix)
- 1955 : Hare Brush : Elmer J. Fudd (voix)
- 1955 : Past Perfumance : Casting director (voix)
- 1955 : Rabbit Rampage : Elmer Fudd (voix)
- 1955 : This Is a Life? : Elmer Fudd (voix)
- 1955 : So You Want to Build a Model Railroad : Mr. Agony
- 1955 : Heir-Conditioned : Elmer Fudd (voix)
- 1955 : So You Want to Be a Policeman : Narrator (voix)
- 1956 : The Go-Getter : The Handyman
- 1956 : The Lieutenant Wore Skirts : Mr. Curtis
- 1956 : Bugs' Bonnets : Elmer Fudd (voix)
- 1956 : A Star Is Bored : Elmer Fudd (voix)
- 1956 : Yankee Dood It : Elmer Fudd / King of the Elves (voix)
- 1956 : Un lapin cabot (Wideo Wabbit) de Robert McKimson : Elmer Fudd (voix)
- 1957 : Quel opéra, docteur ? (What's Opera, Doc?) : Elmer Fudd as Siegfried (voix)
- 1957 : Rabbit Romeo : Elmer Fudd (voix)
- 1958 : Don't Axe Me : Elmer Fudd (voix)
- 1959 : Lui ou moi (A Mutt in a Rut) de Robert McKimson : Elmer Fudd (voix)
- 1960 : Bugs ! (Person to Bunny) de Friz Freleng : Elmer Fudd (voix)
- 1960 : Le Bugs Bunny Show (série TV) : Elmer Fudd (voix)
- 1968 : The Bugs Bunny/Road Runner Hour (série TV) : Elmer J. Fudd (I) (voix)
- 1979 : Bugs Bunny et Road Runner le film (The Great American Chase) : Elmer Fudd (voix)
- 1982 : Les 1001 contes de Bugs Bunny (Bugs Bunny's 3rd Movie: 1001 Rabbit Tales) : Elmer Fudd (voix)
- 1985 : The Bugs Bunny/Looney Tunes Comedy Hour (série TV) : Elmer Fudd (voix)
- 1986 : The Bugs Bunny and Tweety Show (série TV) : Elmer Fudd (voix)
- 1990 : Merrie Melodies: Starring Bugs Bunny and Friends (série TV) : Elmer Fudd (voix)
- 1995 : That's Warner Bros.! (série TV) : Elmer Fudd (voix)
- 1996 : The Bugs n' Daffy Show (série TV) : Elmer Fudd (voix)